# Sint-Nicolaaskerk (Čečovice)

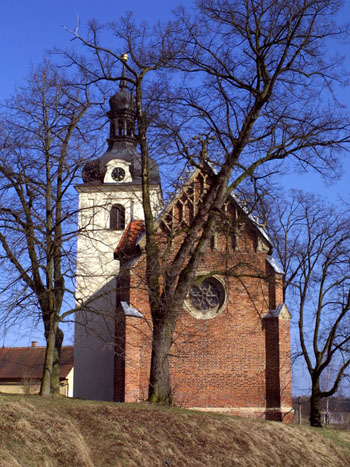
De Sint-Nicolaaskerk in Čečovice.

De Sint-Nicolaaskerk (Tsjechisch: Kostel svatého Mikuláše) is een kerk in de gemeente Čečovice in de Tsjechische regio Pilsen. De kerk is gewijd aan de heilige Nicolaas van Myra. De oorsprong van de kerk in gotische stijl ligt in de 14e eeuw.